# 1906 год в литературе

## События
- В столице Российской империи городе Санкт-Петербурге был издан первый том Еврейской энциклопедии Брокгауза и Ефрона.
- 30 марта — в Петербурге вышел первый номер журнала «Вестник жизни»[1].

## Премии

### Международные
- Нобелевская премия по литературе — Джозуэ Кардуччи, «За творческую энергию, свежесть стиля и лирическую силу его поэтических шедевров».

### Франция
- Гонкуровская премия — Жан и Жером Таро, «Дингли, выдающийся писатель».
- Премия Фемина — Андре Корти, Gemmes et moires.

## Книги
- «Пак с Холмов» — цикл сказок Редьярда Киплинга.

### Романы
- «В дни кометы» — утопический фантастический роман Герберта Уэллса.
- «Джунгли» — роман Эптона Синклера.
- «Душевные смуты воспитанника Тёрлеса» — первый роман Роберта Музиля.
- «Золотой вулкан» — роман Жюля Верна.
- «Мать» — роман Максима Горького (первая редакция).
- «Сэр Найджел Лоринг» — роман Артура Конан Дойля.

### Повести
- «Белый Клык» — повесть Джека Лондона.
- «Крылья» — повесть Михаила Кузмина.
- «Под колесом» — повесть Германа Гессе.
- «Удивительное путешествие Нильса Хольгерссона с дикими гусями по Швеции» — сказочная повесть Сельмы Лагерлёф

### Малая проза
- «Четыре миллиона» — сборник рассказов О. Генри

### Пьесы
- «Враги» — пьеса Максима Горького.
- «К звёздам» — пьеса Леонида Андреева.

### Энциклопедии
- Вышел первый том Еврейской энциклопедии Брокгауза и Ефрона.

## Родились
- 6 января –  Бенедикт Уоллет Вилакази, южноафриканский поэт и прозаик (умер в 1947).
- 7 января — Антанас Венцлова, литовский поэт, прозаик, критик (умер в 1971).
- 22 января — Роберт Ирвин Говард, американский писатель-фантаст (умер в 1936).
- 7 февраля — Жан Эль Мухув Амруш, алжирский поэт, писатель, журналист (умер в 1962).
- 9 марта –  Раду Боуряну, румынский поэт и прозаик  (умер в 1997).
- 23 августа –  Могенс Клитгор, датский писатель.
- 16 октября — Дино Буццати, итальянский писатель, журналист и художник (умер в 1972).
- 29 октября — Фредерик Браун, американский писатель-фантаст (умер в 1972).
- 2 ноября 
  - Даниил Леонидович Андреев, русский писатель и мистик (умер в 1959).
  - Коралов, Эмил, болгарский писатель, поэт. Лауреат Димитровской премии (1952) (умер в 1986).

## Умерли
- 17 января — Каарло Бергбум, финский прозаик, драматург (род. 1843).
- 20 марта — Василе Погор, румынский поэт (род. в 1833).
- 20 мая — Клара фон Глюмер, немецкая писательница, переводчица и педагог (род. 1825).
- 23 мая — Генрик Ибсен, норвежский драматург (род. в 1828).
- 19 марта — Коста Хетагуров, основоположник осетинской литературы, поэт, просветитель, скульптор, художник (родился в 1859).
- 3 декабря — Амбро Пиетор, словацкий журналист и публицист (родился в 1843).
- 9 декабря — Фердинанд Брюнетьер (фр. Ferdinand Brunetiére), французский писатель, критик (родился в 1849).